# Đồn Khê
Đồn Khê (chữ Hán giản thể: 屯溪区, âm Hán Việt: Đồn Khê khu) là một quận của địa cấp thị Hoàng Sơn, tỉnh An Huy, Cộng hòa Nhân dân Trung Hoa. Quận Đồn Khê có diện tích 249 km², dân số 150.000 người. Mã số bưu chính của Đồn Khê là 245000. Về mặt hành chính, quận này được chia thành 4 nhai đạo biện sự xứ và 5 trấn.
- Nhai đạo biện sự xứ: Dục Đông, Dục Trung, Dục Tây, Lão Nhai.
- Trấn: Đồn Quang, Lê Dương, Dương Hồ, Tân Đàm, Dịch Kỳ.